# Maryna Mażuła
Maryna Anatolijiwna Mażuła (ukr. Марина Анатоліївна Мажула; ur. 24 kwietnia 1983) – ukraińska zawodniczka parakajakarstwa. Mistrzyni świata w kategorii KL1 w latach: 2018, 2019, 2021, oraz 2022. Złota medalistka zawodów Pucharu Świata w Poznaniu z 2019 roku, srebrna medalistka Letnich Igrzysk Paraolimpijskich 2020. W swoim dorobku ma również brązowy medal wywalczony na Mistrzostwach Europy w Kajakarstwie 2022, rozgrywanych w ramach drugiej edycji Mistrzostw Europejskich w Monachium.

## Odznaczenia i wyróżnienia
Dekretem Prezydenta Ukrainy z 16 września 2021 została odznaczona Orderem Księżnej Olgi III klasy.

## Życie prywatne
Ma męża, mieszka w Łucku na Wołyniu.